# بيدرو باريير
بيدرو باريير (بالإسبانية: Pedro Barriere)‏ (و. القرن 18 – 1827 م) هو سياسي من السلفادور، تولى منصب رئيس السلفادور.